# Kings Valley
Kings Valley es un lugar designado por el censo ubicado en el condado de Benton en el estado estadounidense de Oregón. En el año 2010 tenía una población de 65 habitantes.

## Geografía
Kings Valley se encuentra ubicado en las coordenadas 44°42′24″N 123°25′59.9″O / 44.70667, -123.433306.